# الجعافرة (رأس عين الرحامنة)
الجعافرة هي إحدى مشيخات المملكة المغربية، تتبع جغرافيا لإقليم الرحامنة وإداريًا لرأس عين الرحامنة. يقدر عدد سكانها بـ 10970 نسمة حسب الإحصاء الرسمي للسكان والسكنى لسنة 2004.